# Callistemon teretifolius
Callistemon teretifolius är en myrtenväxtart som beskrevs av Ferdinand von Mueller. Callistemon teretifolius ingår i släktet lampborstar, och familjen myrtenväxter. Inga underarter finns listade i Catalogue of Life.